# Ергин Атаман
Халил Ергин Атаман (енгл. Halil Ergin Ataman, Истанбул, 7. јануар 1966) турски је кошаркашки тренер. Тренутно предводи Панатинаикос.

## Тренерски успеси

### Клупски
- Турк Телеком:
  - Суперкуп Турске (1): 1997.

- Монтепаски Сијена:
  - Куп Рајмунда Сапорте (1): 2001/02.

- Улкерспор:
  - Куп Турске (2): 2004, 2005.
  - Суперкуп Турске (2): 2004, 2005.

- Анадолу Ефес:
  - Евролига (2): 2020/21, 2021/22.
  - Првенство Турске (4): 2008/09, 2018/19, 2020/21, 2022/23.
  - Куп Турске (3): 2009, 2018, 2022
  - Суперкуп Турске (4): 2000, 2009, 2018, 2019.

- Бешикташ:
  - ФИБА Еврочеленџ (1): 2011/12.
  - Првенство Турске (1): 2011/12.
  - Куп Турске (1): 2012.

- Галатасарај:
  - Првенство Турске (1): 2012/13.
  - Еврокуп (1): 2015/16.

- Панатинаикос:
  - Првенство Грчке (1): 2023/24.
  - Куп Грчке (1): 2025.
  - Евролига (1): 2023/24.

### Појединачни
- Тренер године Евролиге (1): 2020/21.